# 마크 해들로
마크 해들로(영어: Mark Hadlow, ONZM, 1957년 ~ )는 오스트레일리아계 뉴질랜드의 배우이다.

## 서훈
- 2017년 뉴질랜드 공로 훈장 4등급(ONZM) 수훈[1]